# 키리아코스 미초타키스
키리아코스 미초타키스(그리스어: Κυριάκος Μητσοτάκης, 문화어: 끼리아꼬스 미쪼타끼스, 1968년 3월 4일 ~ )는 그리스의 정치인으로 2019년 7월 8일부터 총리를 맡고 있다. 신민주주의당의 일원인 그는 2016년부터 신민주주의당의 총장을 맡고 있다. 2016년부터 2019년까지 야당 대표, 2013년부터 2015년까지 행정개혁부 장관을 역임했다.
그는 2004년 아테네 B 선거구의 그리스 의회 의원으로 처음 선출되었다. 2015년 신민주주의당이 두 번의 선거에서 패배한 후, 그는 2016년 1월에 당 대표로 선출되었다. 3년 후, 그는 2019년 선거에서 그의 당을 다수당으로 이끌었다.
총리로 재임하는 동안, 미초타키스는 친유럽적이고 기술적인 통치, 코로나19 범유행에 대한 그의 대처, 이주에 대한 그의 대처, 그리고 그리스 경제에 대한 그의 대처로 찬사를 받았고, 《이코노미스트》는 그리스를 2022년 최고의 경제 성과자로 선정했다.. 이는 특히 2022년 그리스가 10년간 지속된 부채 위기 동안 받은 첫 구제금융에 따라 유로존 국가들에 진 27억 유로의 대출금을 예정보다 일찍 상환할 수 있었기 때문이다. 그러나 미토타키스는 임기 중 그리스가 민주주의적 후퇴와 부패 심화, 언론의 자유 악화를 경험했고, 2022년 노바티스 부패 스캔들과 비극적인 2월에도 임기가 손상되었다. 2023년 화물열차와 여객열차가 같은 선로에서 우연히 충돌하는 치명적인 사고가 발생했다.